# Zoning (Tangerine-Dream-Album)
Zoning ist ein Studioalbum der deutschen Musikformation Tangerine Dream. Es enthält die Filmmusik des gleichnamigen Films Zoning von 1986.

## Hintergrund
Der Soundtrack erschien erst rund zehn Jahre nach der Filmpremiere auf CD, vermutlich in Zusammenhang mit der damaligen Videopremiere. Die Aufnahmen auf der CD entsprechen nicht genau den damals im Film verwendeten Musikstücken, sie wurden teils neu aufgenommen und/oder neu abgemischt von Edgar Froese und dessen Sohn Jerome Froese, der von 1990 bis 2006 Mitglied von Tangerine Dream war. An Aufbau und Stil der Musikstücke ist dennoch deutlich zu erkennen, dass es sich um ein TD-Album der 1980er, nicht um eines der 1990er Jahre handelt. Ferner ist dem Album anzumerken, dass Edgar Froese sich freigiebig selbst zitiert. So sind deutliche Anleihen zu seinem Album Beyond the Storm zu erkennen. Ein Titel, auf dem Album als Eyewitness News verzeichnet, wurde auf Beyond The Storm unter dem Titel Descent Like A Hawk veröffentlicht.
Im Progrock-Portal Babyblaue Seiten wird Zoning für ein Studioalbum von Tangerine Dream aus den 1980er Jahren recht positiv rezensiert, wenngleich der „Weichspüler-Sound“ mit Anleihen aus dem New-Age-Genre erneut wenig Freunde findet.

## Beteiligte Musiker
- Edgar Froese, Jerome Froese – Synthesizer, elektronische Instrumente

## Titelliste
| Nr.          | Titel                   | Autor(en)    | Länge |
| ------------ | ----------------------- | ------------ | ----- |
| 1.           | The Conspiracy          | Edgar Froese | 3:28  |
| 2.           | Skyscraper              | Edgar Froese | 4:04  |
| 3.           | Headhunter              | Edgar Froese | 3:58  |
| 4.           | Downtown Chicago        | Edgar Froese | 3:56  |
| 5.           | Fading and Turning      | Edgar Froese | 3:52  |
| 6.           | Affluent Society        | Edgar Froese | 3:31  |
| 7.           | Stairway Affair         | Edgar Froese | 3:47  |
| 8.           | Good Choice, Bad Timing | Edgar Froese | 3:29  |
| 9.           | Bachelor of Crime       | Edgar Froese | 3:53  |
| 10.          | Unfit for Consumption   | Edgar Froese | 3:34  |
| 11.          | Days of Grief and Glory | Edgar Froese | 3:31  |
| 12.          | Eyewitness News         | Edgar Froese | 3:50  |
| 13.          | Missing Link            | Edgar Froese | 3:27  |
| Gesamtlänge: | Gesamtlänge:            | Gesamtlänge: | 55:38 |